# Charles Frédéric Girard
Aquest autor és citat en taxonomia animal amb el nom «Girard».
Charles Frédéric Girard (* 8 de març de 1822, Mülhausen - 29 de gener de 1895, Neuilly-sur-Seine) va ser un metge i zoòleg d'origen francés.

## Biografia acadèmica
Girard estudia en Neuchâtel, tenint com a professor a Louis Agassiz. El 1847 es converteix en el seu assistent en la Universitat Harvard. Tres anys més tard, Spencer Fullerton Baird li ofereix un lloc en el Museu d'Història Natural per a treballar en les col·leccions de rèptils i peixos dels EUA, col·leccions en ràpid augment gràcies a l'enviament governamental de missions d'exploració a l'Oest americà. Girard treballa en aquest museu durant deu anys, publicant nombrosos articles, la majoria en col·laboració amb Baird.
En 1854, Girard es fa ciutadà estatunidenc. En 1856 obté el grau de doctor en Medicina en la Universitat Georgetown de Washington, D.C.. El 1859 torna a França. Dos anys més tard li és concedit el Premi Cuvier, atorgat per l'Institut de França pel seu treball sobre els rèptils i peixos d'Amèrica del Nord.
Durant la Guerra de Secessió, Girard s'uneix com a cirurgià a l'exèrcit confederat. Després de la guerra, s'instal·la a França, on exerceix la medicina.
Durant la guerra francoalemanya de 1870, serveix com a metge-militar i realitza importants recerques sobre la febre tifoidea. Es retira en 1888 i continua publicant articles d'història natural. En 1891 es retira definitivament del món acadèmic, passant la resta de la seua vida en Neuilly-sur-Seine.

## Obra
La seua obra científica reuneix 81 títols: la meitat sobre peixos, una trentena sobre rèptils i amfibis i la resta sobre invertebrats.